# Phéon

Phéon, meuble héraldique.

Un phéon est un type de flèche ou de pointe de lance utilisé dans l'Antiquité romaine, à la pointe aigüe et dont le rangier est dentelé. C'est une figure utilisée traditionnellement en héraldique, la pointe orientée vers le haut dans l'héraldique française et vers le bas dans l'héraldique anglaise.
En Angleterre, le phéon appelé broad arrow a été adopté par le gouvernement au XVIe siècle pour marquer la propriété militaire ou navale. Il est encore utilisé de cette façon aujourd'hui.